# Neuville-Vitasse
 Neuville-Vitasse  es una población y comuna francesa, situada en la región de Norte-Paso de Calais, departamento de Paso de Calais, en el distrito de Arras y cantón de Arras-Sud.

## Demografía
| 389 | 374 | 400 | 433 | 496 | 503 |
| Para los censos de 1962 a 1999 la población legal corresponde a la población sin duplicidades (Fuente: INSEE [Consultar]) |     |     |     |     |     |